# Pièces de monnaie en litas lituanien
 (décembre 2018).
Les pièces de monnaie en litas lituanien sont une des représentations physiques, avec les billets de banque, de l'ancienne monnaie de la Lituanie jusqu'au 16 janvier 2015 après son passage à l'euro le 1er janvier.

## L'unité monétaire lituanienne
Le litas (code ISO 4217 : LTL) fut la devise (unité monétaire) de la Lituanie depuis le 22 octobre 1992 jusqu'au 16 janvier 2015, avec l'euro devenu devise officielle dès le 1er janvier 2015.
Le litas était subdivisé en 100 centų.

## Les pièces de monnaie lituaniennes
Les pièces en litas étaient frappées par la Lietuvos monetų kalykla (monnaie lituanienne).

### Pièces de circulation courante

#### Pièces de la série 1991
- La série 1991 est composée de 6 pièces de 1 centas à 50 centų. Le litas est un billet de banque.

| Série 1991 | Série 1991 | Diamètre | Masse  |
| ---------- | ---------- | -------- | ------ |
| 0,01 LTL   |            | 18.75 mm | 0.88 g |
| 0,02 LTL   |            | 21.75 mm | 1.19 g |
| 0,05 LTL   |            | 24.40 mm | 1.49 g |
| 0,10 LTL   |            | 16.00 mm | 1.40 g |
| 0,20 LTL   |            | 17.50 mm | 2.10 g |
| 0,50 LTL   |            | 21.00 mm | 3.03 g |
- Les pièces de 1, 2 et 5 centai sont en aluminium et ont été frappées à la Lietuvos monetų kalykla, en Lituanie.
- Les pièces de 10, 20 et 50 centų sont fabriquées à partir d'un alliage de cuivre, zinc et étain. Elles ont été frappées par la Birmingham Mint, en Grande-Bretagne.
- Toutes les pièces de la série 1991 ont été dessinées par le sculpteur Petras Garška.

#### Pièces de la série 1997
- Dans la série de 1997, il n'y a pas de pièces de 1, 2 et 5 centai. Les pièces de la série 1991 sont toujours en circulation avec le millésime 1991.
- Seules les pièces de 10, 20 et 50 centų ont été redessinées. Elles seront à nouveau frappées en 1998, 1999 et 2000. Il est à remarquer que leur taille est un peu plus grande.
- Une première pièce commémorative de 1 litas apparaît.

| Série 1997 | Série 1997 | Diamètre | Poids  |
| ---------- | ---------- | -------- | ------ |
| 0,10 LTL   |            | 17.00 mm | 2.60 g |
| 0,20 LTL   |            | 20.50 mm | 4.80 g |
| 0,50 LTL   |            | 23.00 mm | 6.00 g |
- Cette deuxième série de pièces de 10, 20 et 50 centų, fabriquées à partir d'un alliage de cuivre, zinc et nickel, ont été frappées à la Lietuvos monetų kalykla en Lituanie.
- Toutes les pièces de la série 1997 ont été dessinées par le sculpteur Antanas Žukauskas.

#### Pièces de la série 1998
- En 1998, des pièces de 1, 2 et 5 litai sont mises en circulation pour remplacer les billets de banque. Elles seront à nouveau frappées avec les millésimes 1999, 2000, 2001 et 2002 pour la 1 et la 2 litai, tandis que la 5 litai ne portera que les millésimes 1999 et 2000.

| Série 1998 | Série 1998 | Diamètre | Poids   |
| ---------- | ---------- | -------- | ------- |
| 1,00 LTL   |            | 22.30 mm | 6.25 g  |
| 2,00 LTL   |            | 25.00 mm | 7.50 g  |
| 5,00 LTL   |            | 27.50 mm | 10.10 g |
- La pièce de 1 litas est faite d'un alliage de cuivre et de nickel.
- La pièce de 2 litas est bimétallique, la partie centrale est composée d'un alliage de cuivre et de nickel tandis que l'anneau extérieur est composé d'un alliage jaune à base de cuivre, aluminium et de nickel.
- La pièce de 5 litai est bimétallique, la partie centrale et composée d'un alliage jaune à base de cuivre, d'aluminium et de nickel tandis que l'anneau extérieur est composé d'un alliage de cuivre et de nickel.
- L'avers de ces trois pièces est de Arvydas Kazdailis et de Antanas Žukauskas. Le revers est de Antanas Žukauskas.
- Toutes les pièces de la série 1998 ont été frappées à la Lietuvos monetų kalykla en Lituanie.

### Pièces commémoratives

#### Pièces commémoratives de 1 litas
La Lituanie a frappé quatre pièces commémoratives de 1 litas. Ces pièces ont les mêmes caractéristiques que la pièce de 1 litas de circulation courante, à savoir un diamètre de 22.30 mm, un poids de 6.25 g et sont composées d'un alliage de 75 % de cuivre et de 25 % de nickel. Toutes ces pièces sont frappées par la Lietuvos monetų kalykla.
| 1997 |  |
| 1999 |  |
| 2004 |  |
| 2005 |  |
| ---- |  |
- 1997 :  À l'occasion du 75e anniversaire du Litas (2 octobre 1922), sur le revers figure le portrait de Vladas Jurgutis (1885-1966), premier gouverneur de la Lietuvos bankas et un facsimile de sa signature. Le portrait est entouré de l'inscription LIETUVOS BANKUI IR LITUI 75. Cette pièce a été dessinée par le sculpteur Rimantas Eidejus. La représentation du Vytis sur l'avers est une adaptation de l'artiste Arvydas Kazdailis.
- 1999 : pour célébrer le dixième anniversaire de la voie balte, quand environ deux millions de personnes ont formé une chaîne de 600 km pour protester contre l'occupation soviétique. Sur le revers de la pièce des mains stylisées sont représentées avec les inscriptions BALTIJOS KELIUI - 10, LIETUVA LATVIJA ESTIJA. La pièce est du sculpteur Antanas Žukauskas.
- 2004 : pour le 425e anniversaire de l'université de Vilnius. Sur le revers de la pièce figure une représentation de l'université de Vilnius et l'inscription VILNIAUS UNIVERSITETAS / 425 et le millésime 2004. La pièce est du sculpteur Rytas Jonas Belevicius.
- 2005 : pour promouvoir la restauration du palais royal lituanien (Valdovų Rūmai). La pièce est sculpteur Giedrius Paulauskis.

### Pièces de collection
De nombreuses pièces de collection (5 litai, 10 litų et 50 litų) sont également frappées chaque année
Elles sont visibles sur le site de la Lietuvos bankas :
- Liste des pièces de collection lituaniennes depuis 1993.